# Buritis (Rondônia)
Pour les articles homonymes, voir Buritis.
Buritis est une municipalité brésilienne située dans l'État du Rondônia.